# Стилл, Уильям Грант
Уильям Грант Стилл (англ. William Grant Still, * 11 мая 1895 г. Вудвилл; † 3 декабря 1978 г. Лос-Анджелес) - американский композитор.

## Жизнь и творчество
Родился на юге США, семья Уильяма Гранта имела как негритянские, так и индейские корни. Мальчик осиротел в возрасте 3 месяцев, когда скончался его отец. Вырос в городе Литтл-Рок, в штате Арканзас, здесь же окончил школу. Первоначально готовился стать врачом и посещал занятия по медицине в 1911-1915 годах в колледже Уилберфорс в штате Огайо. В то же время самоучкой старается овладеть музыкальным творчеством, сочиняет свои первые песни. В 1917-1919 годы молодой человек посещает занятия музыкальной композиции в колледже Оберлин и у Джорджа Чедвика в Консерватории Новой Англии в Бостоне (с перерывом на военную службу во флоте в 1918 году, во время Первой мировой войны). После окончания учёбы Стилл приезжает в Нью-Йорк. Здесь он работает аранжировщиком при одном из музыкальных издательств, занимается преимущественно джазовой и поп-музыкой. Параллельно берёт частные уроки у Эдгара Варезе, одного из крупнейших композитором-авангардистов того времени.
Известность приходит к молодому композитору в 1935 году, когда он в Нью-Йоркской филармонии под руководством немецкого дирижёра Ганса Ланге исполняет свою 1-ю симфонию (Афро-американская симфония, Afro-American Symphony). Это было первое исполнение на концертной сцене такого уровня произведений композитора негритянского происхождения. В 1936 году Стилл уже дирижирует оркестром филармонии Лос-Анджелеса, также как первый афро-американец. Был участником движения«» «Гарлем-Ренессанс» (Harlem-Renaissance). В 1940-е годы много работает над музыкальными радио-программами корпорации NBC - для "Deep River Show" Уилларда Робинсона, "Old Gold Show" Пола Уайтмена, аранжирует известный хит Арти Шоу, Frenesi. Переехав в Лос-Анджелес, Стилл пишет музыку для кино, например, для фильмов Lost Horizon (1937) и Stormy Weather (1943).
В 1939 Стилл вступает в брак с Верной Арви, родившейся в России музыкантом еврейского происхождения. В 1949 году его опера Troubled Island исполняется в Нью-Йоркском оперном театре - это  первое, исполненное здесь оперное произведение композитора афро-американского происхождения. В 1955 году Стилл становится руководителем Оперы Нового Орлеана, также первый дирижёр-негр столь крупного музыкального коллектива в Южных штатах США. Стилл был почётным доктором ряда высших учебных заведений США (университет Говарда, Арканзасский университет, колледжа Бейтса и др.), дважды был удостоен стипендии Гуггенхайма.
Скончался в результате сердечного заболевания.

## Сочинения (избранное)
- Levee Land (1925)
- From the Black Belt (1926)
- Sahdji (1930)
- 1. Sinfonie "Afro-American" (1930)
- Africa (1930)
- 2. Sinfonie g-moll "Song of a New Race" (1937)
- Seven Traceries (1939)
- Troubled Island, Oper (1941)
- In Memoriam: The Colored Soldiers Who Died for Democracy (1943)
- Symphony No. 5, "Western Hemisphere" (1945, переработано 1970)
- From The Delta (1945)
- Wailing Woman (1946)
- Archaic Ritual Suite (1946)
- Symphony No. 4, "Autochthonous" (1947)
- Danzas de Panama (1948)
- From A Lost Continent (1948)
- Constaso (1950)
- To You, America (1951)
- The Little Song That Wanted to Be a Symphony (1954)
- Little Red Schoolhouse (1957)
- The American Scene (1957)
- "They Lynched Him on a Tree", кантата для альта, оркестра и хора

Уильям Грант Стилл был одним из первых крупнейших композиторов афро-американского происхождения. В своих произведениях он создаёт гармоничный симбиоз из музыкальных ритмов негритянских блюза и «чёрных спиричуэлс» с традиционными европейскими формами. Он стал автором более, чем 150 произведений, в том числе 8 опер, 5 симфоний, балетов, концертов для фортепиано и для арфы, произведений камерной музыки и песен. Наиболее известным из них является его Афро-американская симфония.

## Дополнения
- Биография и работы (на англ. яз.)